# Bönen

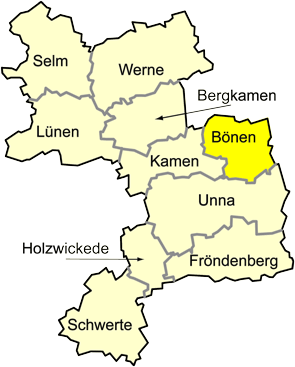
Localisation de Bönen dans l'arrondissement de Unna

Bönen est une ville située dans la Rhénanie-du-Nord-Westphalie en Allemagne.
Bönen se trouve dans la partie orientale de la Ruhr. Elle se situe à une dizaine de kilomètres au nord-est d'Unna et à une dizaine de kilomètres au sud-ouest de Hamm.

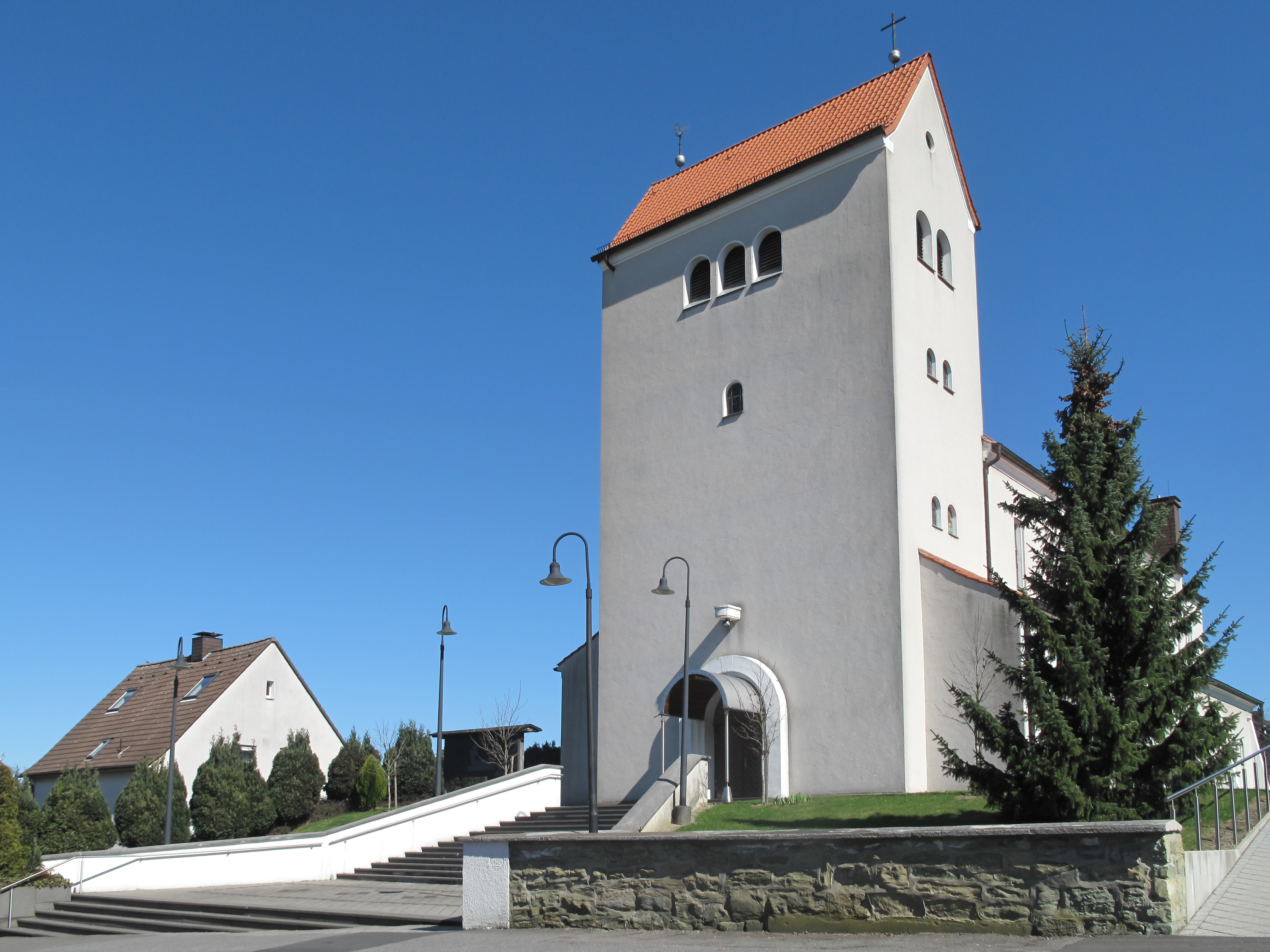
Église: die Christ König Kirche
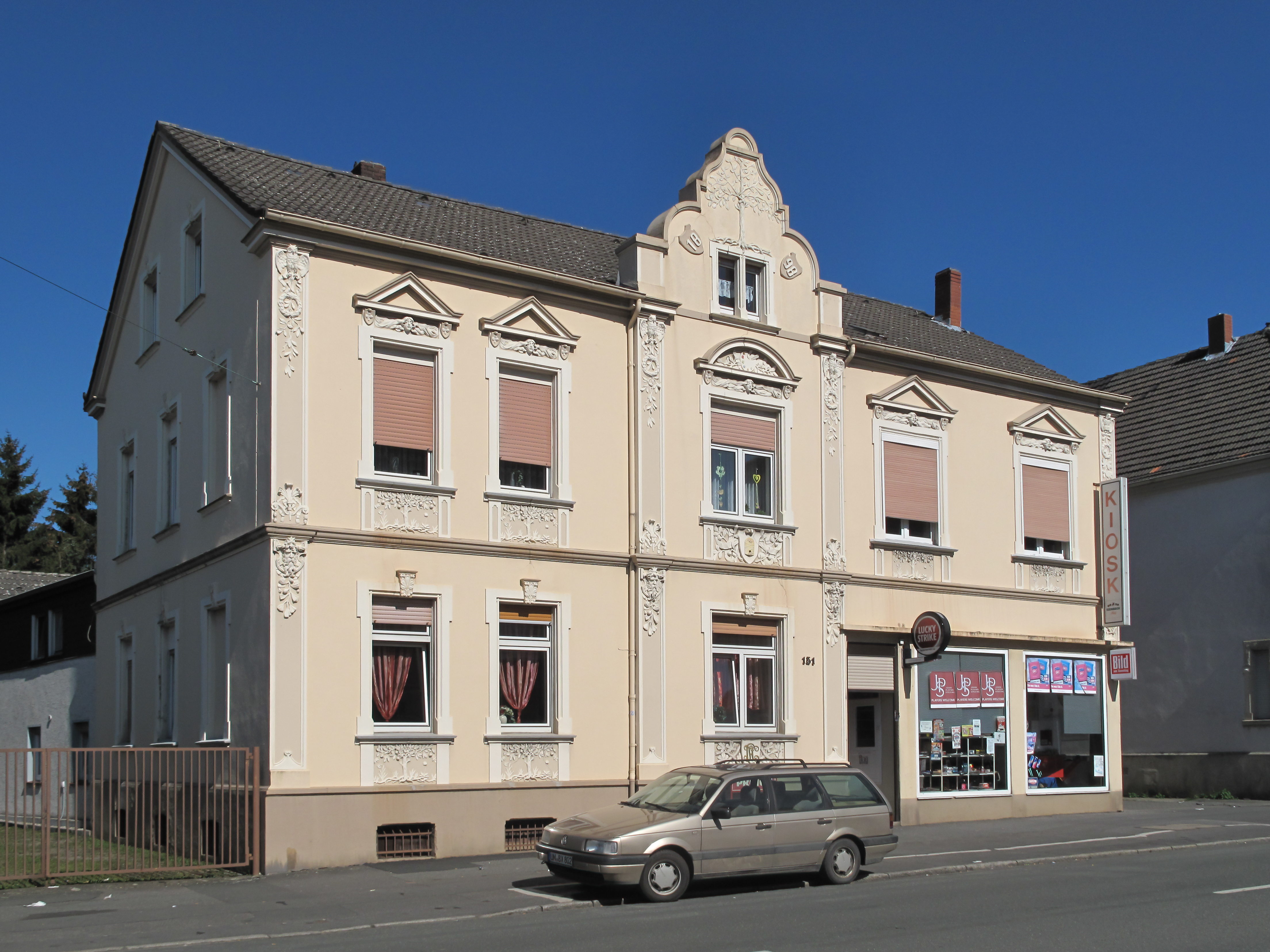
Bâtiment monumental: Bahnhofstrasse 151
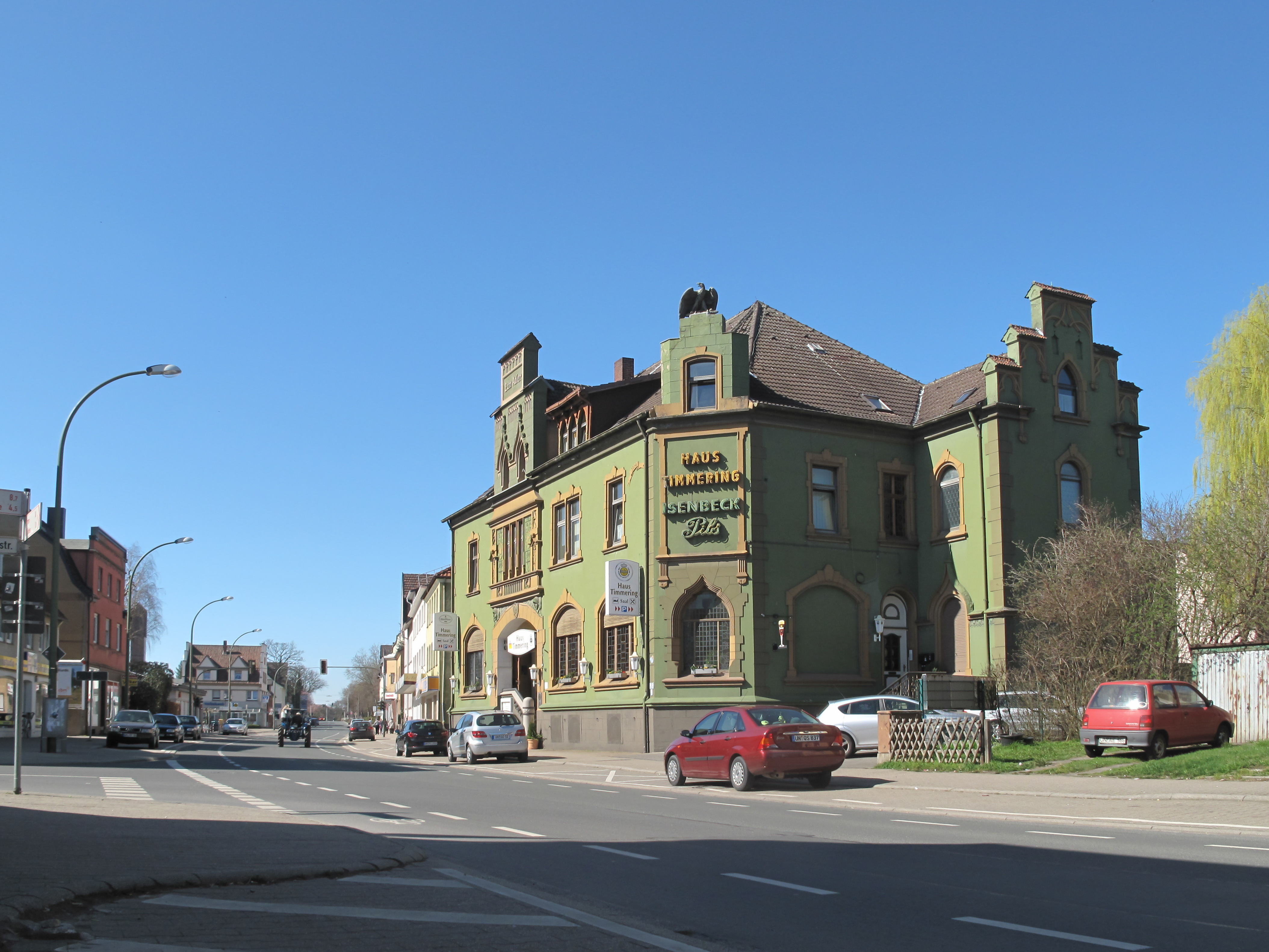
L'hôtel Gasthof Bahnhofstrasse 45

La ville de Bönen est jumelée avec :
- Billy-Montigny dans le département du Pas-de-Calais en France,
- Trzebinia en Voïvodie de Petite-Pologne en Pologne.